# Wierchnij Bałyklej
Wierchnij Bałyklej (ros. Верхний Балыклей) – wieś w Rosji, w obwodzie wołgogradzkim, w rejonie bykowskim. W 2010 liczyła 1730 mieszkańców.